# Sergio Osmeña
Sergio Osmeña (ur. 9 września 1878, zm. 19 października 1961) – polityk filipiński.
Przed rozpoczęciem kariery politycznej, pracował jako prawnik i dziennikarz wydawanej w Cebu City gazety El Nuevo Dia.
Był gubernatorem Cebu i przewodniczącym Izby Reprezentantów od 1902 do 1922 roku.
W 1935 roku, gdy prezydentem Wspólnoty Filipińskiej został Manuel Quezon, Osmeña został wybrany na funkcję wiceprezydenta. Ponownie wybrany na kolejną kadencję w 1941 roku.
Podczas inwazji japońskiej, przeniósł się do Stanów Zjednoczonych, a po śmierci prezydenta Quezona w 1944 roku został prezydentem na uchodźstwie Wspólnoty Filipińskiej. Po wyzwoleniu Filipin zachował stanowisko prezydenta do 1946.